# El Chinal
El Chinal es una localidad de tipo congregación del municipio de Álamos ubicada en el sureste del estado mexicano de Sonora, cercana a los límites divisorios con los estados de Chihuahua y Sinaloa. La congregación es la octava localidad más habitada del municipio ya que según los datos del Censo de Población y Vivienda realizado en 2020 por el Instituto Nacional de Estadística y Geografía (INEGI), El Chinal tiene un total de 221 habitantes. También tiene la categoría de comisaría municipal.
Se encuentra a 57.2 km al sureste de la villa de Álamos, cabecera del municipio, a 428 km al sureste de Hermosillo, la capital estatal, y a 47.8 km al norte de El Fuerte, del vecino estado de Sinaloa.

## Geografía
El Chinal se ubica en el sureste del estado de Sonora, en la región sur del territorio del municipio de Álamos, sobre las coordenadas geográficas 26°40'50" de latitud norte y 108°42'03" de longitud oeste del meridiano de Greenwich, a una altura media de 243 metros sobre el nivel del mar, al sur de su ubicación se encuentra el Cerro Los Barrera.
|                                            |
| El quiosco de la plaza local de El Chinal. |

|                                     |
| Figura del Cristo Rey en El Chinal. |